# Верхнее Грибцово
Верхнее Грибцово — деревня в Великоустюгском районе Вологодской области.
Входит в состав Парфёновского сельского поселения, с точки зрения административно-территориального деления — в Парфёновский сельсовет.
Расстояние по автодороге до районного центра Великого Устюга — 13 км, до центра муниципального образования Карасово — 1,5 км. Ближайшие населённые пункты — Нижнее Грибцово, Семенниково, Верхний Заемкуч, Карасово.
По переписи 2002 года население — 18 человек.